# 2730 Barks
2730 Barks este un asteroid din centura principală, descoperit pe 30 august 1981, de Edward Bowell.